# アンリ・サラ
アンリ・サラ（Anri Sala、1974年 - ）は、主に映像を使った作品で知られる、アルバニア出身の現代アーティスト。ヴェネチア・ビエンナーレやサンパウロ・ビエンナーレなどの国際展に参加しているほか、国内でも横浜トリエンナーレ2011に参加。

## 経歴
1992年から1996年までアルバニア芸術アカデミーで学んだ後、パリの国立高等装飾美術学校で映像を、トゥールコワンのLe Fresnoy-Studio National des Artsで映画監督を学ぶ。
初期には主に旧社会主義国家生まれという出自を背景にした政治的、自伝的要素を含む映像を発表。Intervista (Finding the Words)(1998)は、学生時代に制作された映像作品。彼は母ヴァルデがアルバニア共産党大会で演説とインタビューを行っているニュース映画フィルムを見つけたが、そこには音声が残っておらず、母親自身ですら話の内容を覚えていなかった。彼はこの映画をティラナの聴覚障害者学校に持っていき、読唇術を使って言葉を解読し、フィルムに字幕を付けた。この作品では、再び映画のビデオを母親に見せた瞬間を劇的に捉えている。
Dammi i colori (2003)（英語：Give me the colors）は、アルバニアの首都ティラナの変化に焦点を当てた16分のカラー映像で、都市の変容プログラムが開始された3年後の様子を映し出している。当時のティラナ市長でありアーティストの個人的な友人の画家でもあるエディ・ラマとの会話が含まれる。
映像作品 Long Sorrow (2005)では、1960年代の住宅開発の典型的な建築例であるベルリン郊外のビルの最上階の窓の外に、フリージャズのサックス奏者ジェメール・ムーンドックをぶら下げ、緊張感のある即興演奏により音の大聖堂を建設した。
Title Suspended (Sky Blue) (2008)  は、手袋をはめた両手がゆっくりと回転する立体作品。この手の形は、映像作品Tlatelolco Clash (2010)にも登場する手回しオルガンにブックと呼ばれる楽譜を差し込む手の形を模している。
近年のインスタレーション作品において、彼は音と空間の関係性の再構築に強い興味を持ち続けている。個々の要素が確固とした存在を示しながらも、複合的な関係を保つ上で、その意味合いは多様性や可変性を持ちうるという可能性を探っている。例えばAnswer Me (2008)は複数の展示室で展開され、広範囲なマルチチャンネルのオーディオとビデオを使用。オブジェ作品であるスネアドラムの音が刻まれる空間で、鑑賞者が映像作品のサウンドとイメージに向き合うよう仕組まれている。

## 受賞歴
- Vincent Award（2014）
- Absolut Art Award（2011）
- 第49回ヴェネツィアビエンナーレ 若手アーティスト賞（2001）
- Prix Gilles Dusein、パリ（2000）
- ティラナ映画祭 最優秀ドキュメンタリー映画賞（2000）
- サンティアゴデコンポステーラ国際映画祭（1999）[12]
- ヒューゴボス賞（2002）